# Väckelsång
Väckelsång ist eine Ortschaft (Tätort) in der schwedischen Provinz Kronobergs län. Sie liegt in der  Gemeinde Tingsryd. Väckelsång liegt 13 km nördlich Tingsryd am Riksväg 27.
Der örtliche Eishockeyverein Väckelsång IK spielt seit der Saison 2013/2014 in der schwedischen Division 1. Die Frauenabteilung spielt in der Division 2.

## Söhne und Töchter der Stadt
- Angelica Bengtsson (* 1993), Stabhochspringerin
- Fredrik Emvall (* 1976), Eishockeyspieler
- Niklas Olausson (* 1986), Eishockeyspieler